# Garwood Point
Der Garwood Point ist eine Landspitze an der Walgreen-Küste des westantarktischen Marie-Byrd-Lands. Sie markiert das nördliche Ende der Gurnon-Halbinsel, des nordöstlichen Arms der Bear-Halbinsel.
Der United States Geological Survey kartierte die Landspitze anhand von Luftaufnahmen der US-amerikanischen Operation Highjump (1946–1947) aus dem Jahr 1947. Das Advisory Committee on Antarctic Names benannte sie nach dem Kunstschmied James W. Garwood von der United States Navy, Mannschaftsführer auf dem Flugfeld Williams Field am McMurdo-Sund und dort auch Verwalter für Wartungsgüter in acht Kampagnen der Operation Deep Freeze.